# Liste der Biografien/Bral
Liste der Biografien |
Portal Biografien |
Personensuche
# |
A |
B |
C |
D |
E |
F |
G |
H |
I |
J |
K |
L |
M |
N |
O |
P |
Q |
R |
S |
T |
U |
V |
W |
X |
Y |
Z |
?
 
Ba |
Be |
Bd |
Bg |
Bh |
Bi |
Bj |
Bl |
Bm |
Bn |
Bo |
Br |
Bs |
Bu |
Bw |
By |
Bz
 
Bra |
Brc |
Brd |
Bre |
Brg |
Bri |
Brj |
Brk |
Brl |
Brn |
Bro |
Brp–Brt |
Bru |
Brv |
Bry |
Brz
 
Braa |
Brab |
Brac |
Brad |
Brae |
Braf |
Brag |
Brah |
Brai |
Braj |
Brak |
Bral |
Bram |
Bran |
Brao |
Braq |
Brar |
Bras |
Brat |
Brau |
Brav |
Braw |
Brax |
Bray |
Braz
Die Liste der Biografien führt alle Personen auf, die in der deutschsprachigen Wikipedia einen Artikel haben. Dieses ist eine Teilliste mit 12 Einträgen von Personen, deren Namen mit den Buchstaben „Bral“ beginnt.

## Bral
- Bral, Jacques (1948–2021), französischer Regisseur und Drehbuchschreiber

### Brald
- Bralds, Braldt (* 1951), niederländischer Illustrator

### Brale
- Braley, Bruce (* 1957), US-amerikanischer Politiker
- Braley, Frank (* 1968), französischer Pianist und Kammermusiker

### Brall
- Brall, Artur (1936–1990), deutscher Bibliothekar
- Brall, Thomas (* 1963), deutscher Volleyball- und Beachvolleyballspieler
- Brall-Tuchel, Helmut (* 1951), deutscher Germanist, Professor für Ältere deutsche Sprache und Literatur des Mittelalters

### Bralo
- Bralo, Katarina (* 1988), kroatische Handballspielerin
- Bralo, Ricardo (* 1916), argentinischer Langstreckenläufer
- Bralove, Bob (* 1955), US-amerikanischer Keyboarder
- Bralower, Jimmy, US-amerikanischer Schlagzeuger, Arrangeur und Musikproduzent

### Braly
- Braly, Angela (* 1961), US-amerikanische Managerin